# Trithemis pruinata
Trithemis pruinata là một loài chuồn chuồn ngô thuộc họ Libellulidae. Nó được tìm thấy ở Cameroon, Cộng hòa Dân chủ Congo, Bờ Biển Ngà, Gabon, Ghana, Guinea, Kenya, Nigeria, Tanzania, Togo, Uganda, và Zambia. Môi trường sống tự nhiên của nó là các khu rừng đất thấp ẩm nhiệt đới hoặc cận nhiệt đới và sông.